# Овідіу Бурке
Овідіу Бурке (рум. Ovidiu Burcă, нар. 16 березня 1980, Слатіна) — румунський футболіст, що грав на позиції захисника. По завершенні ігрової кар'єри — тренер.
Виступав, зокрема, за клуб «Динамо» (Бухарест), а також молодіжну збірну Румунії.
Чемпіон Румунії. Триразовий володар Кубка Румунії.

## Клубна кар'єра
У дорослому футболі дебютував 1998 року виступами за команду «Емелек», у якій провів один сезон, взявши участь у 6 матчах чемпіонату. 
Згодом з 1999 по 2002 рік грав у складі команд «ДЖЕФ Юнайтед», «Ванфоре Кофу» та «Університатя» (Крайова).
Своєю грою за останню команду привернув увагу представників тренерського штабу клубу «Динамо» (Бухарест), до складу якого приєднався 2002 року. Відіграв за бухарестську команду наступні три сезони своєї ігрової кар'єри. За цей час виборов титул чемпіона Румунії, ставав володарем Кубка Румунії (тричі).
Протягом 2005—2011 років захищав кольори клубів «Прогресул», «Енергі», «Бейцзін Гоань», «Енергі» та «Тімішоара».
Завершив ігрову кар'єру у команді «Рапід» (Бухарест), за яку виступав протягом 2011—2013 років.

## Виступи за збірну
Протягом 2001–2002 років залучався до складу молодіжної збірної Румунії. На молодіжному рівні зіграв у 6 офіційних матчах.

## Кар'єра тренера
Розпочав тренерську кар'єру, повернувшись до футболу після невеликої перерви, 2020 року, увійшовши до тренерського штабу клубу «Рапід» (Бухарест).
Протягом тренерської кар'єри також очолював команду «Златіна».
Наразі останнім місцем тренерської роботи був клуб «Динамо» (Бухарест), головним тренером команди якого Овідіу Бурке був з 2022 по 2023 рік.

## Титули і досягнення
- Чемпіон Румунії (1):

«Динамо» (Бухарест): 2003-2004
- Володар Кубка Румунії (3):

«Динамо» (Бухарест): 2002-2003, 2003-2004, 2004-2005